# میروسلاو پریبانیچ
میروسلاو پریبانیچ (انگلیسی: Miroslav Pribanić؛ زادهٔ ۲۲ ژوئن ۱۹۴۶) بازیکن هندبال اهل کرواسی بود.